# Gato de barco

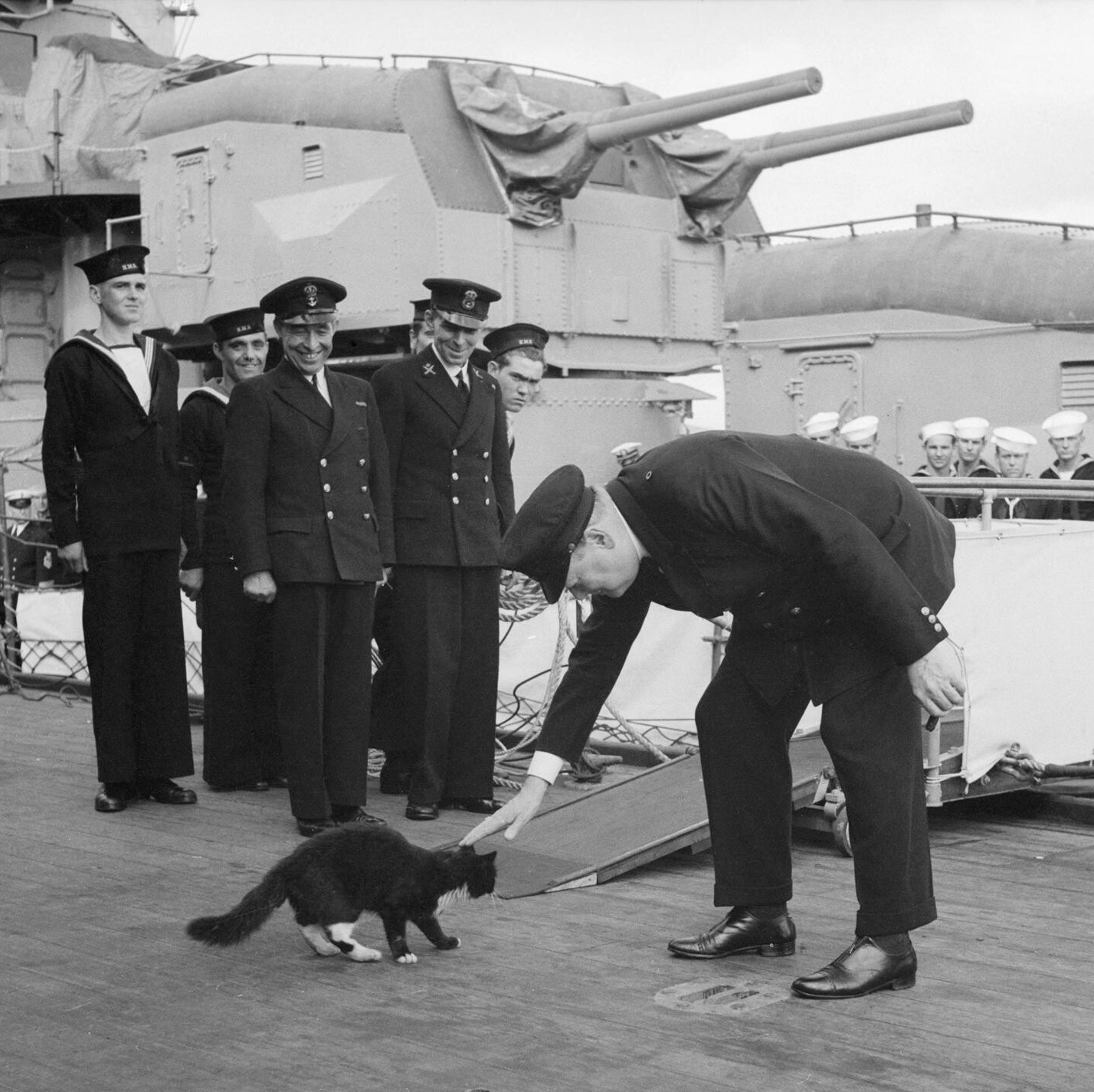
Winston Churchill impide que Blackie, el gato del HMS Prince of Wales, suba al USS McDougal durante una visita ceremonial en 1941

Los gatos de barco o gatos de navío son gatos comunes que son embarcados en los navíos para combatir a las plagas, además de ofrecer compañía como mascota a los marineros en sus largas jornadas distantes del hogar. El uso de gatos en embarcaciones data de la Antigüedad, y continúa siendo frecuente en muchas embarcaciones comerciales y algunas militares actuales.

## Uso práctico: control de plagas
Los gatos han sido llevados en navíos por varias razones, siendo la más importante la caza de ratas y ratones que, inevitablemente, encuentran un local propicio en las calientes y húmedas bodegas de las embarcaciones, causando daños a las cuerdas y partes de madera.
Aún más seria es la amenaza de tales animales a la salud de los tripulantes, una vez que los ratones pueden devorar parte de las provisiones y transmitir enfermedades, una consideración importante cuando el navío permanece por mucho tiempo en el mar.
Los ratones pueden aun inutilizar el uso de ciertos tipos de cargas transportadas, como cereales, granos y demás alimentos.

## Historia

### Mediterráneo Oriental en el Neolítico
Estudios genéticos demostraron que los gatos se habían acercado a los poblados neolíticos para cazar a los roedores atraídos por la producción cerealista desde 7.000 a. C.. 

### Antiguo Egipto y expansión al mar Mediterráneo y al mar Báltico
Se cree que la domesticación de los gatos se dio hacia 4.000 a. C. en el Antiguo Egipto, y la práctica de llevar gatos a bordo de sus navíos se inició no mucho tiempo después. Los antiguos egipcios llevaban gatos a bordo de embarcaciones en el río Nilo para cazar pájaros en las zonas pantanosas de la orilla. 
Posteriormente también serían cargados en los navíos mercantes para controlar los roedores, y así los animales y el concepto acabaron adoptados por mercaderes de otros pueblos en el Mediterráneo Oriental; análisis del ADN mitocondrial de especímenes de gatos arqueológicos reveló que los antiguos gatos egipcios empezaron a extenderse en el siglo VIII a. C. a lo largo de las rutas comerciales del Mediterráneo y llegaron a un puerto vikingo en el Mar Báltico en el siglo VII d. C.

### Fenicios y expansión a Europa
Se cree que los navíos de carga fenicios fueron los primeros en llevar gatos domesticados al sur de Europa, alrededor del año 900 a. C. 

### Época romana
En época romana los gatos se generalizaron por el continente.

### Época vikinga
En tiempos de los vikingos los gatos se asentaron en el norte.

### Expansión global
Los viajes de comercio y exploración marítimos europeos desde los siglos XV y XVI, también llamada la Era de los Descubrimientos, llevó a la diseminación de los gatos por el mundo, con especies eventualmente desembarcando en todos los lugares donde arribaban los barcos. A través de los siglos las proles se desarrollaron en diferentes razas en consonancia con el clima y condiciones en que se encontraban.

## Gatos en navíos famosos

### El gato Simón
El más famoso gato marinero fue el gato Simón, que estuvo a bordo de la corbeta británica Amethist entre 1948 y 1949, donde sobrevivió a un ataque de artillería china, elevando la moral de la tripulación superviviente. Retornando a Inglaterra, Simón fue reconocido como héroe de guerra. Murió por una virosis en noviembre de 1949, siendo su entierro acompañado por centenares de personas, incluyendo toda la tripulación del navío. Simón recibió la medalla "Dickin", dada a animales que contribuyeron en acciones militares así como las honras militares navales de Inglaterra, siendo sepultado en un féretro cubierto con la bandera británica. La Marina militar inglesa prohibió los gatos o cualquier otra mascota a bordo, en 1975, aduciendo razones higiénicas.

### La gata Jenny del Titanic
Jenny fue la gata del Titanic y fue mencionada en los relatos de varios sobrevivientes del naufragio de 1912. Fue trasladada desde el buque gemelo del Titanic, el Olympic, y tuvo una camada la semana anterior al zarpe del Titanic. Jenny vivió en las cocinas, y sus gatitos eran cuidados por el personal de avituallamiento (garzonería) que le daba de comer restos de la cocina. La azafata Violet Jessop escribió más tarde en sus memorias que la gata "tenía a su familia cerca de Jim, el ayudante de cocina, cuya aprobación siempre buscaba y que siempre le brindaba una cálida devoción", hay dos teorías de lo ocurrido con la gata y sus crías: la primera, según testimonio de algún superviviente del naufragio vio cuando Jenny, tal vez presintiendo lo que podía avecinarse se escapó del barco con su camada antes de iniciar la escala de Southampton a Cherburgo, y la otra que algunos supervivientes la habían visto durante la travesía, lo que significaría que lamentablemente ella y sus gatitos murieron en el mar.

## Gatos en naves menores

### Gatos y mareas rojas
En Chile, existen reportes del uso de gatos para la detección de mareas rojas (técnicamente floraciones algales nocivas) por los pescadores artesanales. En faenas extractivas de moluscos marinos como los bivalvos, los pescadores daban de alimento a los gatos moluscos y si este presentaba malestares, cambiaba de comportamiento o moría, daba cuenta de la presencia de marea roja.

## Cuidados a bordo
El convenio internacional Safety Of Life at Sea (SOLAS), adoptado por la Organización Marítima Internacional (OMI) especifica normas de seguridad en buques, entre muchas de las especificaciones de la construcción, refiere a la electricidad estática.

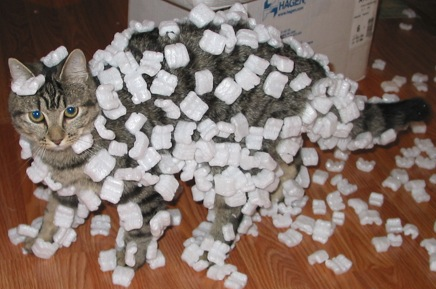
Gato demostrando su adherencia estática con poliestireno o unicel

Si bien lo anterior no refiere a animales, y no se recomienda la tenencia de mascotas que no esté relacionada al trabajo, como el caso de un gato en un buque, de ser el caso. Una prevención de riesgos a bordo debería considerar el hecho de que la piel de los gatos posee una serie triboeléctrica positiva (+) que al frotarse en una superficie conductora descargada (0), o de carga negativa (-), podría ocasionar una/s chispa/s (véase efecto triboeléctrico), cuya descarga estática abarca un/os centímetro/s de distancia, por lo cual habría riesgo de incendio por electricidad en un caso muy extremo. Factores como el polvo o la humedad del ambiente podrían potenciar la descarga electroestática. Por lo que debería usarse ropa aislante, guantes, botas entre otros.

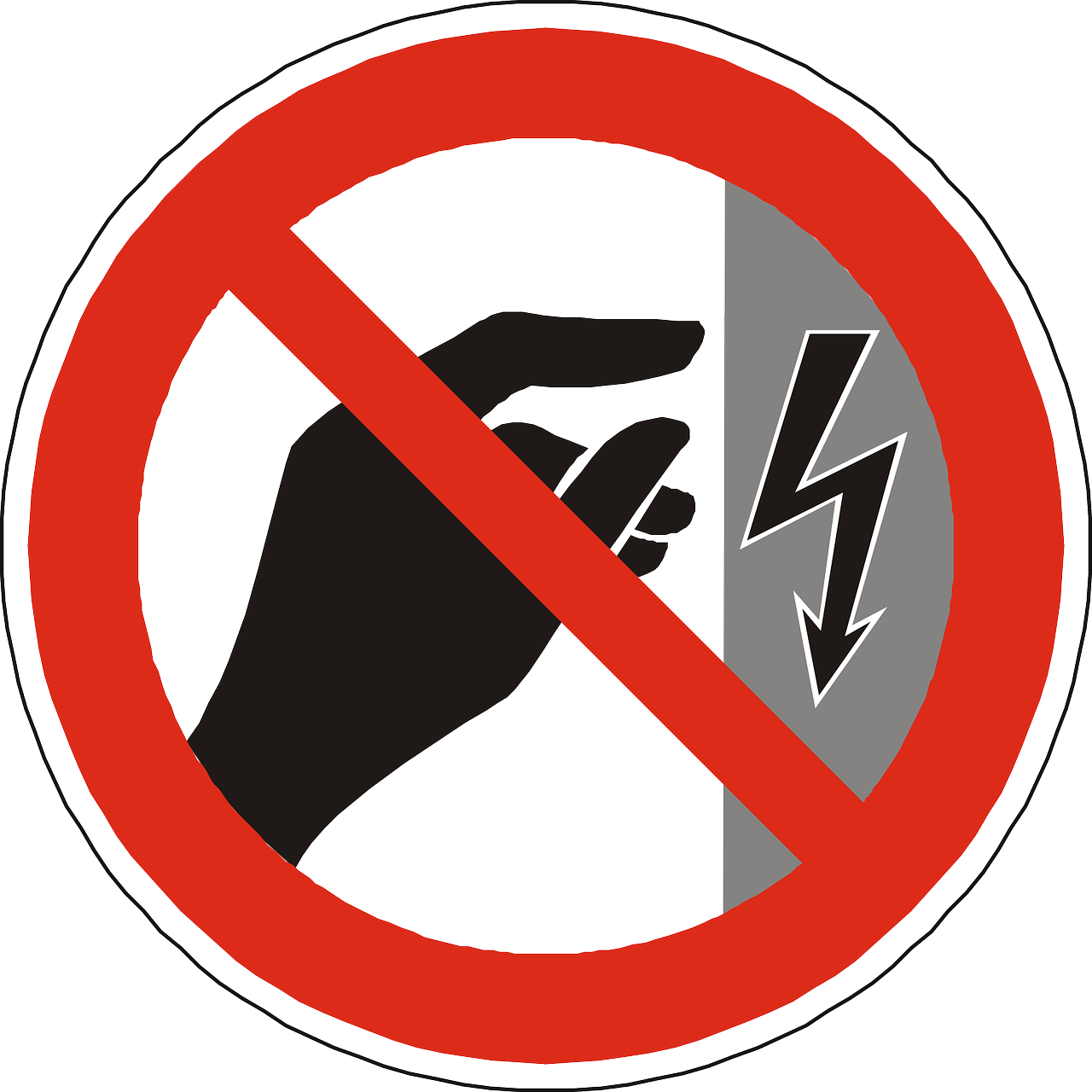
peligro: electricidad estática

En caso de un abandono de la nave, con bote o balsa salvavidas, con chaleco salvavidas o traje de inmersión, o abandono por rescate aéreo con helicóptero, se debe salvaguardar la vida humana como prioridad, quedando animales, como el gato, fuera del protocolo a seguir en caso de abandono. Además, en caso de rescate aéreo con helicóptero, hay que considerar que las hélices o palas generan electricidad estática, y que al descender la cuerda o línea de rescate, con gancho (metálico), poseerán corriente estática, que primero debe ser puesta a tierra o mar, sin tener contacto antes con humanos o animales, y luego recién enganchar la eslinga.

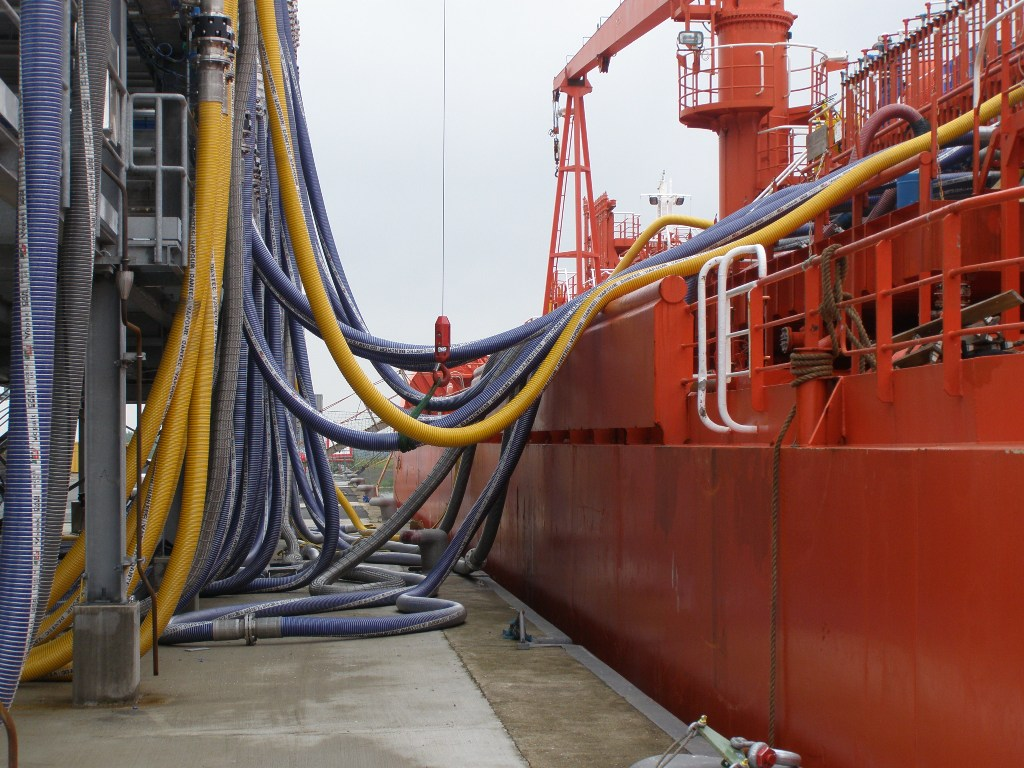
La transferencia de combustibles y petroquímicos en buques cisterna a menudo involucran fuentes de electricidad estática.

Por lo general, deben evitarse las salpicaduras y la pulverización de los acumuladores de estática, ya que conducen a la formación de nieblas o espumas cargadas. Por lo que, en las primeras etapas de la carga, el líquido debe depositarse suavemente en una/s tubería/s cerca del fondo del buque. Cuando el líquido ascendente cubre la salida de la tubería, la turbulencia en el tanque se reduce considerablemente y se generan menos cargas estáticas.